# یورگن هسل باخ

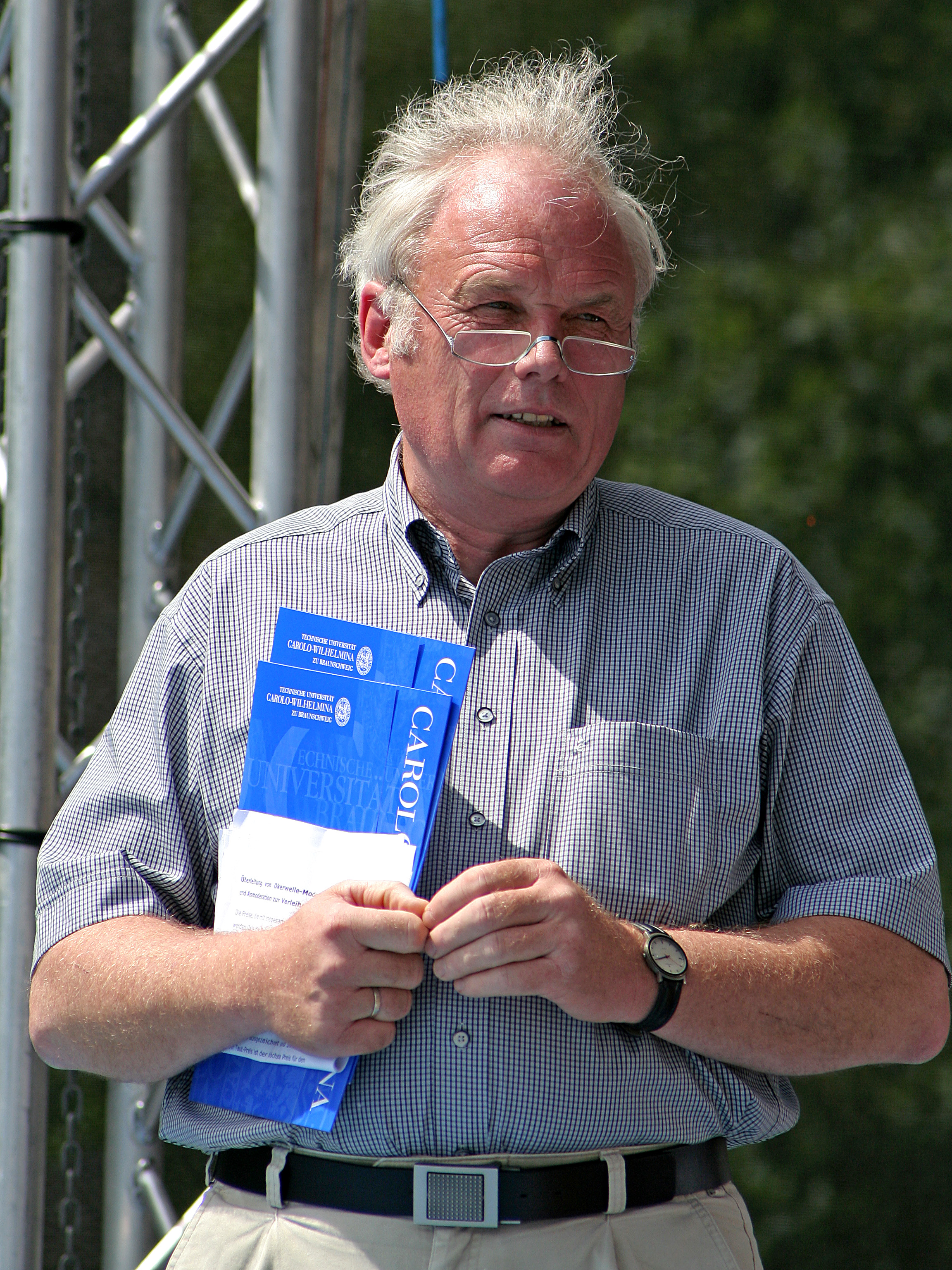

یورگن هسل باخ (به آلمانی: Jürgen Hesselbach) پروفسور مکانیک ماشین ابزار و ریاست پلی تکنیک برانشویگ را بر عهده دارد.
وی تحصیلات خود را در دانشگاه اشتوتگارت در رشته مکانیک در سال ۱۹۸۰ به پایان رسانده است.